# (37613) 1993 FE40
1993 FE40 (asteroide 37613) é um asteroide da cintura principal. Possui uma excentricidade de 0.14729530 e uma inclinação de 2.37606º.
Este asteroide foi descoberto no dia 19 de março de 1993 por UESAC em La Silla.